# Pseudochiridium traegardhi
Pseudochiridium traegardhi es una especie de arácnido del orden Pseudoscorpionida de la familia Pseudochiridiidae.

## Distribución geográfica
Se encuentra en el sur de África.